# Девета топка
Игра на билярд, която се играе с 10 топки, 9 от които са номерирани с числата от 1 до 9, а десетата е топката бияч (бялата топка). Топките от 1 до 8 са изцяло оцветени, а номер девет-частично. На цвят са както следва:
1 и 9-жълти
2-синя
3-червена
4-лилава
5-оранжева
6-зелена
7-кафява
8-черна
Целта на играта е да се вкарат всички топки като първата ударена от всеки играч топка трябва да бъде топката с най-малък номинал (независимо дали тя ще бъде вкарана впоследствие). Играчът, който вкара последната девета топка, печели играта.
1. Цел на играта.
Дисциплината „9-а топка“ се играе с бялата топка и с 9 номерирани топки от номер1 до номер 9. След задължително отиграване на поредния номер топките могат да бъдат вкарани в неправилен ред. Коректно вкарани топки дават право на състезателя да продължи играта. При коректно вкарване на 9-а топка следва спечелване на гейма. При направен погрешен удар, противникът следва да продължи играта от създалото се положение на топките. След допуснат фаул противникът има „топка в ръка“ по цялата маса. При играта „9-а топка“ не съществува задължението за обявяване на джоб или топка.
2. Построяване на топките.
Цветните топки се подреждат под формата на ромб, като топката с №1 се поставя най-отпред, върху долната точка на триъгълника, а 9-а топка в средата. Всички останали топки се разполагат произволно. Желателно е топките да бъдат подредени в преса една спрямо друга. Играта започва от челното поле с „топка в ръка“.
3. Коректен начален удар.
Правилата за коректно изпълнение на началния удар са същите както за останалите удари, но със следните допълнения:
а/ състезателят трябва най-напред да улучи топка с №1 и да предизвика достигане до спонт на минимум 4 цветни топки;
б/ когато бялата топка попадне в джоб или не са изпълнени условията за начален удар това се приема за фаул. Състезателят, имащ право на игра разполага с „топка в ръка“ по цялата маса;
в/ ако една или повече топки отскочат от масата това се приема за фаул, като същите се поставят в джобовете, с изкл. на 9-а топка, която се поставя върху долната точка.
4. Продължаване на играта.
Ако състезател вкара една или повече топки коректно, той остава на масата до момента, в който не направи фаул, несполучлив удар или не спечели гейма. Непосредствено след изпълнение на началния удар състезателят има право да играе „ПУШ – АУТ“.
5. Пуш – Аут.
Състезателят, който следва да играе след началния удар има право на „ПУШ – АУТ“. Пуш – аутът трябва да бъде предварително обявен, в противен случай ударът се оценява като некоректен. Всяка топка, вкарана с „ПУШ – АУТ“ се оставя в джобовете, с изключение на 9-а топка, която се поставя на долната точка. След коректен „ПУШ – АУТ“ противникът има право да избира дали да продължи играта от създалата се позиция на топките, или да изиска от състезателят, изиграл „ПУШ – АУТ“ да продължи играта.
След направен фаул при изпълнение на начален удар е забранено изпълнението на "ПУШ – АУТ”, а следва „топва в ръка“ по цялата маса. Пуш – аутът не се приема за фаул, освен в случаите, когато бялата топка не напусне игралната площ или се допусне друг фаул /с ръка, облекло и др./.
6. Фаулове.
Ако състезател извърши фаул, правото му на игра се отнема, като вкараните топки остават по джобовете /изкл. 9-а топка/. Противникът продължава играта с „топка в ръка“ по цялата маса.
7. Некоректна топка.
Ако улучената най-напред топка не е с най-малкия номер на масата, това се смята за фаул.
8. Няма топка до спонт.
Ако топка не бъде вкарана и след удар нито бялата топка, нито коя да е друга топка достигнат до спонт това се смята за фаул.
9. „Топка в ръка".
Когато състезател разполага с „топка в ръка“ той може да я постави където и да е на масата, с изключение до цветна топка в преса. Състезателят може да нагласява бялата топка до момента, в който изпълни своя удар.
10. Цветни топки, отскочили от масата.
Цветни топки, които при удар отскочат извън масата и попаднат не върху игралната площ се оценяват като фаул и същите остават извън играта, като се поставят в джобовете /изкл. 9-а топка/.
11. Три последователни фаула.
Ако състезател направи 3 последователни фаула, т.е. без да изиграе коректен удар помежду им, той загубва гейма. Между втория и третия фаул е необходимо от съдията или противниковият състезател да бъде направено предупреждение.
12. Край на гейма.
Геймът започва, когато при начален удар бялата топка напусне челното поле и приключва, когато 9-а топка бъде вкарана в джоб с коректен удар или поради други причини се оцени като загубен, напр. при направени 3 поредни фаула, при едновременно вкарване на бялата топка и 9-а топка, при едновременно вкарване на 9-а топка и отскачане на бялата топка извън масата.